# 坎普阿莱格里
坎普阿莱格里（葡萄牙語：Campo Alegre）是巴西阿拉戈斯州的一个市镇。总面积308.06平方公里，总人口47209人，人口密度153.2人/平方公里。